# ولکان‌ها

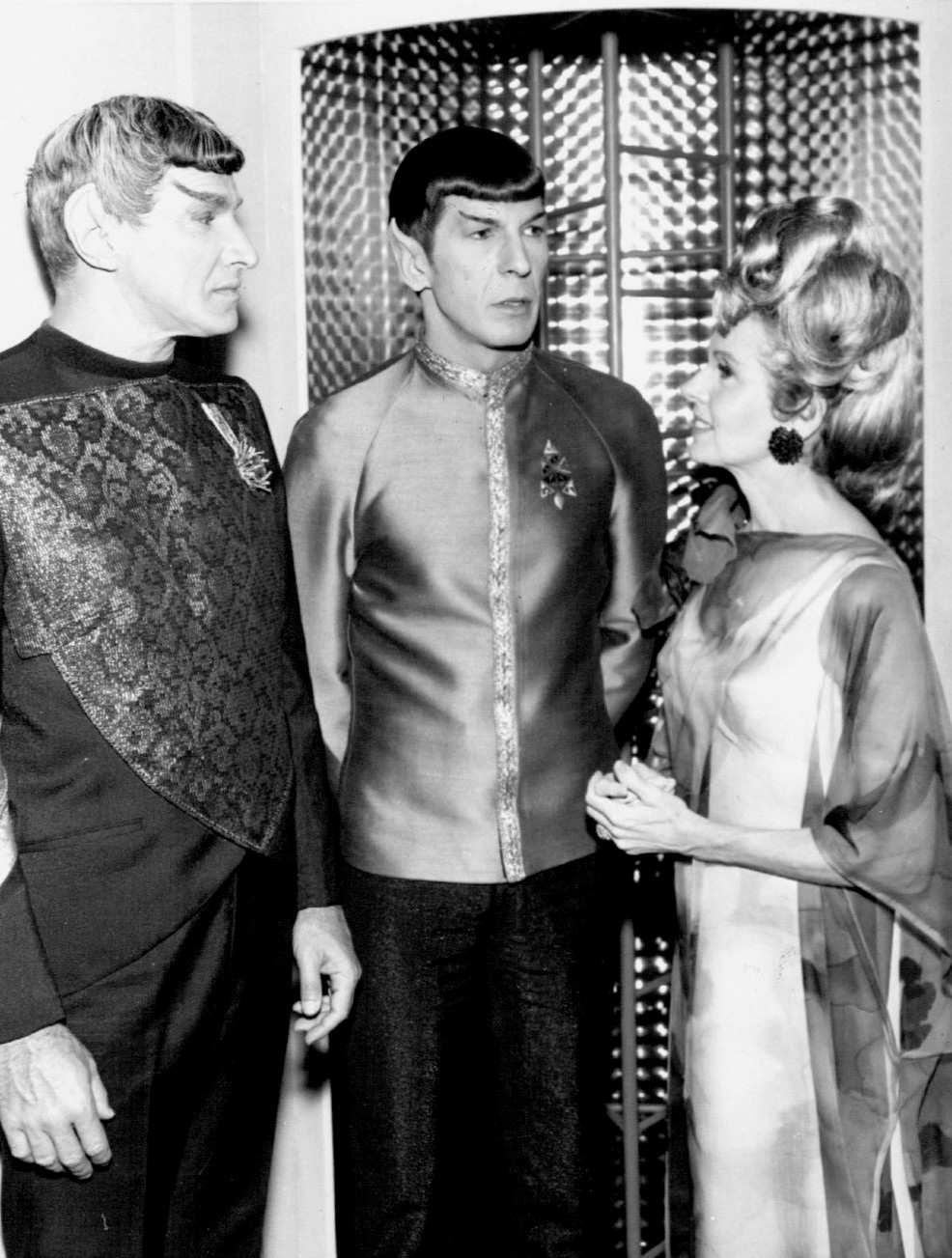
اسپاک و والدین او.

ولکان (به انگلیسی: Vulcan) (تلفظ: والکَن) یک نژاد خیالی فرازمینی و انسان‌نما در مجموعه تلویزیونی پیشتازان فضا است. ویژگی ولکان‌ها تلاششان برای زندگی بر اساس منطق و استدلال با کمترین دخالت احساسات است. خاستگاه آن‌ها سیاره خیالی ولکان، ابروهای آن‌ها شیبدار و گوش‌هایشان نوک‌تیز است.
در جهان داستانی پیشتازان فضا، ولکان‌ها اولین موجودات فرازمینی بودند که با انسان ارتباط برقرار کردند. اسپاک، اولین افسر (در بخش خدمات علمی) تحت فرماندهی کاپیتان جیمز تی. کرک یک دورگه انسان/ولکان است.
ارتباط‌گیری ولکان‌ها با انسان زمانی اتفاق افتاد که انسان‌ها فناوری تاب‌پیمایی (جابجایی با سرعت بیشتر از نور) را اختراع کرده و به‌کار گرفتند. ولکان‌ها در توسعه و سازماندهی فدراسیون متحد سیارات بسیار مؤثر بوده‌اند، اما در عین حال تمایل زیادی به کمک به انسان‌ها نداشتند، و نوع بشر بایستی براستی به ولکان‌ها ثابت می‌کرد که برای پیوستن به صحنه کیهانی به «بلوغ کافی» رسیده‌است.
ولکان‌ها به دلیل توانایی‌های ذهنی و دورآگاهی خود معروف هستند. آنها با گوش‌های نوک تیز و ابروهایشان که از مرکز به طرف بالا می‌روند، قابل تشخیص هستند. خون آن‌ها سبزرنگ است و دارای یک پروتئین انتقال اکسیژن حاوی مس. با این وجود، تولید مثل آن‌ها با انسان امکان‌پذیر است. ولکان‌ها معمولاً قوی‌تر، سریع‌تر و بلندقامت‌تر از انسان‌ها هستند. غمر برخی از آن‌ها به بیش از ۲۲۰ سال هم رسیده‌است.
از آنجا که فرگشت ولکان‌ها در منطقه‌ای بیابانی بوده می‌توانند نسبت به انسان‌ها مدت طولانی‌تری بدون آب زنده بمانند. ولکان‌ها همچنین می‌توانند تا دو هفته بدون خواب بمانند.

## پیشینه و رفتار
ولکان‌ها در اصل مردمی جنگجو بودند و با نابودی کامل نسل خود در جنگ‌ها فاصله زیادی نداشتند. اما سپس با راهنمایی فردی به نام سوراک که ولکان‌ها او را به عنوان پیامبر اعظم خود می‌دانند، به تدریج از ابراز احساسات دست برداشته و تنها بر منطق به عنوان راهنمای کردارهای خود تکیه کردند. از آنجا که ولکان‌ها احساسات خود را سرکوب می‌کنند، برخی از آن‌ها مشکلات روانی جدی دارند. این مشکلات در فرهنگ آن‌ها امری خصوصی و شرم‌آور تلقی می‌شود.
فرهنگ احساسات‌گریزی ولکان‌ها بدین معنی نیست که آن‌ها احساسات کمی دارند، سوءتفاهمی که اغلب در برخورد با آن‌ها پدید می‌آید. شعار زندگی آنها منطق است. همه چیز منطقی است، به جز پون فار (نوعی فصل جفت‌گیری) که هر هفت سال یک بار اتفاق می‌افتد. این دگرگونی بزرگ در رفتار ولکان‌ها منجر به جدا شدن بخش بزرگی از جمعیت سیاره اصلی آن‌ها و اسکان آن‌ها در منظومه سیاره‌ای دیگری شد. این گروه بعدها به رمولوسی‌ها معروف شدند.
سلام ولکان یک حرکت دستی است که توسط مجموعه تلویزیونی پیشتازان فضا در دهه ۱۹۶۰ رایج شد. برای این نوع سلام باید کف دست را به سمت جلو بالا گرفته و در حالی که شست از بقیه انگشتان فاصله می‌گیرد، یک شکاف در میانهٔ چهار انگشت دیگر ایجاد کرد.